# Tim Gunn
Timothy M. "Tim" Gunn (29 de julio de 1953) es un asesor de imagen y conductor de televisión estadounidense. Dirigió la cátedra de diseño de modas en el Parsons The New School for Design desde agosto de 2000 hasta marzo de 2007 y luego se unió a Liz Claiborne como su director de creatividad. Es reconocido como el mentor de los diseñadores en el programa de televisión Project Runway. La popularidad de Gunn en Project Runway lo llevó a tener su propio programa, Tim Gunn's Guide to Style, además de su libro, A Guide to Quality, Taste and Style.

## Biografía
Gunn nació en Washington D. C. Su padre fue un agente del FBI bajo las órdenes de J. Edgar Hoover. Gunn fue campeón de natación durante su época en la escuela secundaria, y más tarde asistió a la Universidad de Arte y Diseño Corcoran, donde recibió un título en escultura. Ingresó a Parsons The New School for Design en 1982 y trabajó como Decano Asociado entre 1989 y 2000; en agosto de 2000, pasó a ser jefe de su departamento. Es reconocido por su "remodelación y mejoramiento del plan de estudios para el siglo XXI".

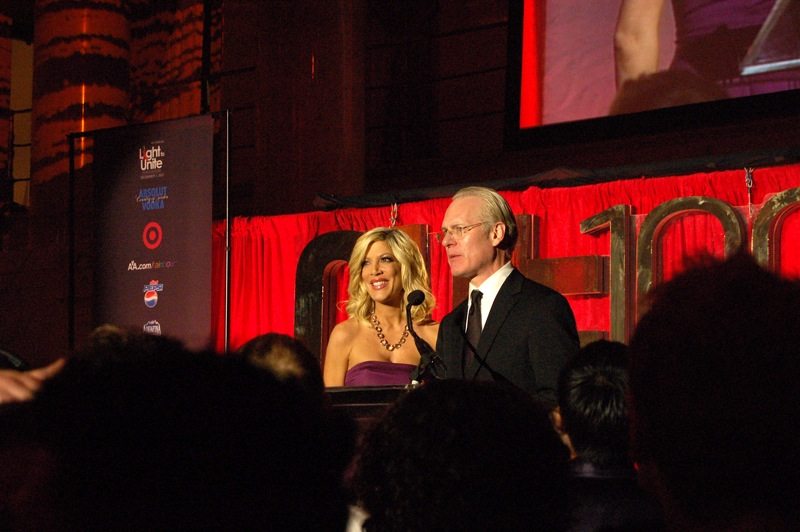
Tori Spelling y Gunn presentando un evento en noviembre de 2007.

Gunn es el mentor de los diseñadores en el programa Project Runway desde su primera temporada en 2004, y es reconocido por sus frases "Make it work" ("Hazlo funcionar") y "Carry on" ("Continúa"). Tim Gunn's Guide to Style —un reality show en el cual Gunn da consejos sobre moda— debutó el 6 de septiembre de 2007 en el canal televisivo Bravo.
Gunn también se interpretó a sí mismo como reportero en el programa ficticio Fashion TV en la serie de televisión de ABC Ugly Betty el 1 de febrero de 2008 y el 8 de febrero de 2007, y como el sastre personal de Barney Stinson en varios episodios de How I Met Your Mother.
Gunn se asoció con Liz Claiborne como el jefe de creatividad de la compañía en marzo de 2007.
En abril de 2007, Abrams Image Publishers publicó el libro de Gunn A Guide to Quality, Taste and Style, coescrito con Kate Moloney. En una gira por Palm Springs, California, la ciudad de Palm Desert lo condecoró con una resolución oficial declarando el 27 de abril de 2007 (el día de su visita) como el "Día de Timothy M. Gunn". También recibió un certificado de la ciudad y una placa de Rancho Mirage como reconocimiento por los logros obtenidos durante su carrera.
Gunn vive en Nueva York. En una entrevista concedida a la revista Instinct en 2006, declaró que no había estado en una relación desde el abrupto final de una relación de seis años, y que aún estaba enamorado de su antiguo compañero.

## Obras publicadas
- Gunn, Tim; Kate Moloney (2007). Tim Gunn: A Guide to Quality, Taste & Style. Harry N. Abrams, Inc. ISBN 0-8109-9284-1.
- Gunn, Tim; with Ada Calhoun (2010). Gunn's Golden Rules: Life's Little Lessons for Making It Work. Gallery Books.[11]